# 4209 Briggs
4209 Briggs (1986 TG4) là một tiểu hành tinh vành đai chính được phát hiện ngày 4 tháng 10 năm 1986 bởi Eleanor F. Helin ở Palomar.